# فهرست استانداران ایران در دولت سیزدهم
این نوشتار، فهرست استانداران ایران در دولت سیزدهم (۱۴۰۳–۱۴۰۰) به ریاست‌جمهوری سید ابراهیم رئیسی است.
تغییر استانداران در دولت سیزدهم با تغییر استاندار خوزستان از ۱۴ شهریور ۱۴۰۰ شروع شد و در ۱۱ اردیبهشت ۱۴۰۱ با انتصاب استاندار کرمان پایان یافت. استاندار تهران (محسن منصوری) با ۳۷ سال سن در زمان انتصاب، جوان‌ترین استاندار در دولت سیزدهم بوده‌است.

## فهرست
| استان               | استاندار | استاندار             | آغاز تصدی        | پایان تصدی       | منبع   |
| ------------------- | -------- | -------------------- | ---------------- | ---------------- | ------ |
| آذربایجان شرقی      |          | زین‌العابدین رضوی خرم | ۲۵ مهر ۱۴۰۰      | ۳۰ دی ۱۴۰۲       | [ ۲ ]  |
| آذربایجان شرقی      |          | مالک رحمتی           | ۱ بهمن ۱۴۰۲      | ۳۰ اردیبهشت ۱۴۰۳ | [ ۳ ]  |
| آذربایجان شرقی      |          | تراب محمدی سرپرست    | ۳۱ اردیبهشت ۱۴۰۳ | ۸ مهر ۱۴۰۳       |        |
| آذربایجان غربی      |          | محمدصادق معتمدیان    | ۲۵ مهر ۱۴۰۰      | ۱ آبان ۱۴۰۳      | [ ۴ ]  |
| اردبیل              |          | سید حامد عاملی       | ۴ مهر ۱۴۰۰       | ۲۷ آبان ۱۴۰۳     | [ ۵ ]  |
| اصفهان              |          | سید رضا مرتضوی       | ۱۱ مهر ۱۴۰۰      | ۲۴ مهر ۱۴۰۳      | [ ۶ ]  |
| البرز               |          | مجتبی عبداللهی       | ۱۶ آبان ۱۴۰۰     | در حال تصدی      | [ ۷ ]  |
| ایلام               |          | حسن بهرام‌نیا         | ۳۰ آبان ۱۴۰۰     | ۱۶ آبان ۱۴۰۳     | [ ۸ ]  |
| بوشهر               |          | احمد محمدی‌زاده       | ۳۱ شهریور ۱۴۰۰   | ۱۳ آبان ۱۴۰۳     | [ ۹ ]  |
| تهران               |          | محسن منصوری          | ۱۸ مهر ۱۴۰۰      | ۲۹ آبان ۱۴۰۱     | [ ۱۰ ] |
| تهران               |          | علیرضا فخاری         | ۲۹ آبان ۱۴۰۱     | ۲۹ مهر ۱۴۰۳      | [ ۱۱ ] |
| چهارمحال و بختیاری  |          | غلامعلی حیدری        | ۳۰ آبان ۱۴۰۰     | ۱۶ آبان ۱۴۰۳     | [ ۱۲ ] |
| خراسان جنوبی        |          | محمدجواد قناعت       | ۳ آذر ۱۴۰۰       | ۳۰ آبان ۱۴۰۳     | [ ۱۳ ] |
| خراسان رضوی         |          | یعقوب‌علی نظری        | ۲۵ مهر ۱۴۰۰      | ۱۸ مهر ۱۴۰۳      | [ ۱۴ ] |
| خراسان شمالی        |          | محمدرضا حسین‌نژاد     | ۱۰ آذر ۱۴۰۰      | ۶ آبان ۱۴۰۳      | [ ۱۵ ] |
| خوزستان             |          | صادق خلیلیان         | ۱۴ شهریور ۱۴۰۰   | ۷ دی ۱۴۰۱        | [ ۱۶ ] |
| خوزستان             |          | علی‌اکبر حسینی محراب  | ۷ دی ۱۴۰۱        | ۲۹ مهر ۱۴۰۳      | [ ۱۷ ] |
| زنجان               |          | محسن افشارچی         | ۷ مهر ۱۴۰۰       | ۳۰ آبان ۱۴۰۳     | [ ۱۸ ] |
| سمنان               |          | سید محمدرضا هاشمی    | ۴ مهر ۱۴۰۰       | ۳۰ آبان ۱۴۰۳     | [ ۱۹ ] |
| سیستان و بلوچستان   |          | حسین مدرس خیابانی    | ۲۱ شهریور ۱۴۰۰   | ۴ دی ۱۴۰۱        | [ ۲۰ ] |
| سیستان و بلوچستان   |          | محمد کرمی            | ۴ دی ۱۴۰۱        | ۹ آبان ۱۴۰۳      | [ ۲۱ ] |
| فارس                |          | محمدهادی ایمانیه     | ۷ مهر ۱۴۰۰       | ۱۸ مهر ۱۴۰۳      | [ ۲۲ ] |
| قزوین               |          | محمدمهدی اعلایی      | ۱۶ آبان ۱۴۰۰     | ۴ آذر ۱۴۰۳       | [ ۲۳ ] |
| قم                  |          | سید محمدتقی شاهچراغی | ۱۲ آبان ۱۴۰۰     | ۲۵ مرداد ۱۴۰۲    | [ ۲۴ ] |
| قم                  |          | احمد حاجی‌زاده سرپرست | ۲۵ مرداد ۱۴۰۲    | ۲۹ مرداد ۱۴۰۲    | [ ۲۵ ] |
| قم                  |          | سید محمد آقامیری     | ۲۹ مرداد ۱۴۰۲    | ۲۹ مهر ۱۴۰۳      | [ ۲۶ ] |
| کردستان             |          | اسماعیل زارعی کوشا   | ۲۶ آبان ۱۴۰۰     | ۲۸ شهریور ۱۴۰۳   | [ ۲۷ ] |
| کرمان               |          | علی زینی‌وند          | از دولت قبلی     | ۱۱ اردیبهشت ۱۴۰۱ | [ ۲۸ ] |
| کرمان               |          | محمدمهدی فداکار      | ۱۱ اردیبهشت ۱۴۰۱ | ۲۰ آبان‌ ۱۴۰۳     | [ ۲۹ ] |
| کرمانشاه            |          | بهمن امیری‌مقدم       | ۱۵ دی ۱۴۰۰       | ۳۰ آذر ۱۴۰۱      | [ ۳۰ ] |
| کرمانشاه            |          | محمدطیب صحرایی       | ۳۰ آذر ۱۴۰۱      | ۷ آذر ۱۴۰۳       | [ ۳۱ ] |
| کهگیلویه و بویراحمد |          | سید علی احمدزاده     | ۳۱ شهریور ۱۴۰۰   | ۲۸ شهریور ۱۴۰۳   | [ ۳۲ ] |
| گلستان              |          | علی‌محمد زنگانه       | ۲۸ مهر ۱۴۰۰      | ۲۷ آبان ۱۴۰۳     | [ ۳۳ ] |
| گیلان               |          | اسدالله عباسی        | ۲۸ مهر ۱۴۰۰      | ۱۱ مهر ۱۴۰۳      | [ ۳۴ ] |
| لرستان              |          | فرهاد زیویار         | ۷ مهر ۱۴۰۰       | ۲ اردیبهشت ۱۴۰۳  | [ ۳۵ ] |
| لرستان              |          | ابوطالب شفقت         | ۲ اردیبهشت ۱۴۰۳  | ۲۹ مهر ۱۴۰۳      | [ ۳۶ ] |
| مازندران            |          | سید محمود حسینی‌پور   | ۱۶ آبان ۱۴۰۰     | ۲ اردیبهشت ۱۴۰۳  | [ ۳۷ ] |
| مازندران            |          | یوسف نوری            | ۲ اردیبهشت ۱۴۰۳  | ۴ آذر ۱۴۰۳       | [ ۳۸ ] |
| مرکزی               |          | فرزاد مخلص‌الائمه     | ۱۲ آبان ۱۴۰۰     | ۱۳ آبان ۱۴۰۳     | [ ۳۹ ] |
| هرمزگان             |          | مهدی دوستی           | ۱۱ مهر ۱۴۰۳      | ۱۱ آذر ۱۴۰۳      | [ ۴۰ ] |
| همدان               |          | علیرضا قاسمی فرزاد   | ۲۸ مهر ۱۴۰۰      | ۸ مهر ۱۴۰۳       | [ ۴۱ ] |
| یزد                 |          | مهران فاطمی          | ۴ مهر ۱۴۰۰       | ۱۸ مهر ۱۴۰۳      | [ ۴۲ ] |